# Несумісність посад
Несумісність посад, або Несумісність професійної діяльності — конституційно або законодавчо визначена вимога, за якою член парламенту, президент, міністр, суддя або інші посадові особи не можуть обіймати певні посади чи займатися певними видами професійної діяльності.

## Історія і сьогодення
Як констуційна вимога несумісність посад постала у XIX ст. спочатку виключно щодо членів парламенту. Так званий жорсткий поділ влади, вперше запроваджений Конституцією США 1787 року, виключав можливість того, щоб одна особа водночас займала місце в парламенті й посаду в уряді, адже за відповідною політико-правовою ідеологією законодавча і виконавча гілки влади мали бути відмежовані одна від одної. Те саме стосувалося мандата депутата і посади судді.
Несумісність мандата депутата і посади в уряді визнана конституціями держав (за винятком Латвії і Литви), утворених на терені колишнього СРСР. Відповідну вимогу виражено, як правило, в загальній формі. Зокрема, несумісними визнаються мандат депутата і будь-яка посада на державній службі. Майже універсальною є практика, за якої член парламенту, що погодився зайняти посаду в уряді або взагалі на державній службі, вже за цим фактом втрачає депутатський мандат. У Болгарії та Португалії на період призначення депутата членом уряду тимчасово припиняються його повноваження члена парламенту.
Протилежний підхід застосовується у більшості країн з парламентськими формами правління, де державний механізм функціонує на засадах т.зв. «часткового» поділу на гілки влади або навіть їх часткового змішування. Членство в Парламенті Великої Британії (насамперед, у нижній палаті) по суті є обов'язковою умовою для кандидатів у члени уряду (Кабінету), хоча політичній історії відомі винятки з такого правила. В британській юридичній літературі сформульовано концепцію, за якою поділ влади — це передусім незалежність суду. Водночас у деяких країнах зі схожими формами правління конституційно визнано несумісність мандата і посади в уряді. У Люксембурзі й Нідерландах це зроблено беззастережно. У Бельгії та Естонії призначений членом уряду депутат тимчасово припиняє здійснення своїх повноважень і поновлює парламентську діяльність після відставки з відповідної посади. Проте в Бельгії його призначення на іншу посаду в органах виконавчої влади безумовно тягне втрату мандата.
Загальновизнано, що несумісність мандата і будь-якої посади на державній службі має убезпечити депутата від його залежності від виконавчої влади чи її прямого впливу на нього. В розвинених країнах практично повсюди визнано несумісність мандата і професійної служби в армії, поліції та службі безпеки з метою гарантування політичної нейтральності державних структур. У деяких країнах (Франція, ФРН) вимога несумісності не поширюється на посади вчителів і викладачів державних шкіл та вузів.
Відповідно до Конституції Італії, несумісним є одночасне виконання депутатських і сенаторських функцій. Політичний статус італійського парламентарія головним чином регламентований Конституцією Італії, відповідно до якої «Кожний член парламенту представляє націю і не може бути пов'язаний зобов'язуючим мандатом при виконанні своїх функцій».
У Польщі мандати депутата та сенатора також взаємно несумісні.

## Несумісність посад в Україні
За Конституцією України,
Народні депутати України не можуть мати іншого представницького мандата чи бути на державній службі (стаття 78).
У разі невиконання вимоги щодо несумісності депутатського мандата з іншими видами діяльності повноваження народного депутата України припиняються достроково на підставі закону за рішенням суду (стаття 81).
Президент України не може мати іншого представницького мандата, обіймати посаду в органах державної влади або в об'єднаннях громадян, а також займатися іншою оплачуваною або підприємницькою діяльністю чи входити до складу керівного органу або наглядової ради підприємства, що має на меті одержання прибутку (стаття 103).
Суддя не може належати до політичних партій, профспілок, брати участь у будь-якій політичній діяльності, мати представницький мандат, обіймати будь-які інші оплачувані посади, виконувати іншу оплачувану роботу, крім наукової, викладацької чи творчої (стаття 127).
Згідно зі статтею 7 Закону України «Про Кабінет Міністрів України», члени Кабінету Міністрів України не мають права суміщати свою службову діяльність з іншою роботою, крім викладацької, наукової та творчої у позаробочий час, входити до складу керівного органу чи наглядової ради підприємства, що має на меті одержання прибутку. У разі виникнення обставин, що порушують вимоги щодо несумісності посади члена Кабінету Міністрів України з іншими видами діяльності, такий член Кабінету Міністрів України у двадцятиденний строк з дня виникнення цих обставин припиняє таку діяльність або подає особисту заяву про відставку.
Особам, уповноваженим на виконання функцій держави або місцевого самоврядування, Закон України «Про запобігання корупції» забороняє: 1) займатися іншою оплачуваною (крім викладацької, наукової і творчої діяльності, медичної практики, інструкторської та суддівської практики із спорту) або підприємницькою діяльністю, якщо інше не передбачено Конституцією або законами України; 2) входити до складу правління, інших виконавчих чи контрольних органів, наглядової ради підприємства або організації, що має на меті одержання прибутку (крім випадків, коли особи здійснюють функції з управління акціями (частками, паями), що належать державі чи територіальній громаді, та представляють інтереси держави чи територіальної громади в раді (спостережній раді), ревізійній комісії господарської організації), якщо інше не передбачено Конституцією або законами України (стаття 25).
Окремим видом несумісності є обмеження щодо роботи близьких осіб (заборона мати у безпосередньому підпорядкуванні близьких осіб або бути безпосередньо їм підпорядкованими).
Законами встановлюються також інші вимоги до несумісності.